# Анастасије Парамитијски
Анастасије Парамитијски је хришћански светитељ. 
Родом је из Парамитије Епирске. Имао је сестру коју су као веома младу налали Турци са намером да изврше насиље над њом и да оскрнаве њено девојаштво. Он се сукобио се са насилницима и омогућио јој да побегне и да се спасе.
Турци у намери да му се освете, оклеветали су га код паше да их је напао и да је изјавио жељу да прими турску веру. Паша је то прихбатио и зажелео да га милом или силом приволи да прими Ислам. Чувши то Анастасије је одговорио"Никада нисам рекао тако нешто. Хришћанин сам се родио, хришћанин ћу и умрети уз помоћ Господа Христа". Паша је наредио да га туку и да га затворе у тамницу. Након неколико дана извео га је  из затвора, и обећао му богатство и славу ако прими ислам. Атанасије је то одбио, тако да је поново враћен у тамницу. Пошто никаквим начином није успео да убеди Атанасија да се одрекне Исуса Христа, наредио је да му посеку главу. 
Његове мошти су остале на месту погубљења непогребени, јер је паша забранио хришћанима да му се приближе и да га погребу. Многи су видели како ноћу силази с неба светлост на његове свете мошти. Једне ноћи мученик се јави паши у сну и нареди му са претњом да преда његово тело оближњем манастиру. Уплашен тиме паша је обавестио монахе и они су са свећама и уз певање погребних песама, сахранили мученикове остатке у манастиру.
После тих сведочења, син пашин Муса је примио хришћанство и крстио се узевши име Димитрије. 
Православна црква прославља светог Атанасија 1. децембра (18. новембра).